# 미디어 믹스 α
미디어 믹스 α(미디어 믹스 알파)는 2016년 10월 3일부터 후지 TV에서 월요일부터 금요일 15:50 - 16:50에 방송하고 재방송 프레임이다.
명작 드라마의 재방송을 비롯해 지상파, BS, CS, 인터넷 배달 4 개의 미디어와 연동한 새로운 콘텐츠를 제공한다.
기본적으로 단순한 관동 지방 공연이지만, 보도 특별 프로그램이나 스포츠 중계 방송시에는 임시 인터넷 방송국이 있는 경우도 있다.

## 개요
후지 TV는 2015년 봄부터 15:50 - 19:00에 "모두 뉴스 '을 방송하고 있었지만, 2016년 가을 개편에 의해 15:50 - 16:50 (1 부)가 중단되게 되었다.
후속 프로그램으로서 과거에 방송 된 드라마과 버라이어티 프로그램 재방송 후지 TV의 미디어와 연동을하는 '미디어 믹스 α'가 신설 되었다.
이 틀에서 보도 특별 프로그램을 방송하지 않을 때 (통상시)는 프로그램 시작 부분에서 [쿠라타 대성]] ( 후지 TV 아나운서)가 당일의 "프라임 뉴스 이브닝"의 내용을 소개하고 있다.
또한 연동 데이터 방송도 있고, 데이터 방송 화면 내에 표시되는 「키워드 스크래치 '이 조금씩 깎여 나타난 키워드를 메모 해 고급 제품 또는 쌓인다! 동전 (벗어난 사람 전원에게 10 코인 선물)에 응모 할 수 있다.
한편, 시청자 "[후지 TV 저녁 뉴스 프레임 | 저녁 뉴스 프레임] ("모두 뉴스」→ 「프라임 뉴스 이브닝 ")을 15:50 시작으로 되돌려 달라"고 소리도 전해지고 있다.

## 주해
1. ↑  2016년 4월부터 종료까지의 통칭은 「Hop! " 프로그램 종료 시점에 제 1 · 2 부는 당시의 제 2 · 3 부이다.
2. ↑  재방송 프레임에 여러번 전환.
3. ↑  휴가 등으로 부재의 경우 은 시마다 아야카 또는 에비하라 유카 (모두 후지 TV 아나운서)가 대행. 또한 쿠라타 오프닝 쇼 "[직격 LIVE 케이크!]"뉴스 코너도 겸임.
4. ↑  2017년 9월까지 [쿠노 요코]] 또는 [[椿原 케이코] (모두 후지 TV 아나운서), 동년 10 월부터 2018년 3월까지 [우치다 령 에나] (후지 TV 아나운서)가 당일의 「모두의 뉴스 "의 내용을 소개했다.
5. ↑  http://www.fujitv.co.jp/minnanonews/_basic/resp/index-1.html 여러분으로부터의 메시지
6. ↑  "프라임 뉴스 이브닝」의 첫회는 15 : 50 개시.
7. ↑  https://twitter.com/sakaichikaxxx/status/1009748815996338176 사카이 치카 씨의 트윗]